# 古典様式による36のアリア
古典様式による36のアリア（伊：36 Arie di stile antico）は、ステーファノ・ドナウディが作曲した歌曲集である。詞は、ドナウディのオペラの台本も手掛けた弟の詩人アルベルト・ドナウディ（1880年-1941年）による。1918年に作曲され、1922年に3巻に分けて出版された。楽譜はリコルディ及び全音楽譜出版社（畑中良輔校訂）から出版されている。
彼の作品のなかでもこの歌曲集が最も有名であり、17世紀から18世紀の古典歌曲のスタイルを20世紀に生かした歌曲で彼は名を残している。

## 構成
1. 「ああなんといい匂い」（Ah, che odor di buono）
2. 「ああけっしてやめないでおくれ」（Ah, mai non cessate）
3. 「愛が私に歌わせる」（Amor mi fa cantare）
4. 「愛は私を掌中に収めていて」（Amor mi tiene in pugno）
5. 「私の愛の日々」（Amorosi miei giorni）
6. 「愛は取り付いてしまう」（Amor s'apprende）
7. 「きっと空を少し」（Certo un po' di cielo colse）
8. 「雲雀のように」（Come l'allodoletta）
9. 「私の心よお前には分からない」（Curor mio, cuor mio non vedi）
10. 「私の苦しみを和らげておくれ」（Date abbiento al mio dolore）
11. 「君は眠っていて」（Dormendo stai）
12. 「そしてフィッリは私に言った」（E Filli m'ha detto）
13. 「新鮮な土地芳しい野よ」（Freschi luoghi, prati aulenti）
14. 「明るい懐しの地よ」（Luoghi sereni e cari）
15. 「マドンナレンツォーラ」（Madonna Renzuola）
16. 「私を見凝めないでおくれ」（No, non mi guardate）
17. 「ああすばらしい愛の巣」（O bei nidi d'amore）
18. 「ああ愛する人の」（O del mio amato ben）
19. 「みんながこだわっている」（Ognun ripicchia e nicchia）
20. 「小路に緑が戻って」（Or che le redole）
21. 「優しいいとしい女よ」（Perche dolce, caro bene）
22. 「私は望みを失ってしまった」（Perduta ho la speranza）
23. 「貴方の悪魔が生まれ時」（Quand' il tuo diavol nacque）
24. 「いつまた君に逢えるだろうか」（Quando ti rivedro）
25. 「あの唇は薔薇ではない」（Quelle labbra non son rose）
26. 「心に感じる」（Sento nel core）
27. 「草の間で」（Se tra l'erba）
28. 「僕の死を望むなら」（Se vuoi ch'io mora, amor morro）
29. 「召使をお望みなら」（Se volete un sevidore）
30. 「陽が昇る」（Solge il sol! Che fai tu?）
31. 「どうか吹いておくれ」（Spirate pur, spirate）
32. 「ついに戦を挑む時だ」（Tempo e alfin di muover guerra）
33. 「私には休息が無いし」（Tregua non ho）
34. 「かぎりなく優雅な絵姿」（Vaghissima sembianza）
35. 「四月が来た」（Venuto e l'aprile）
36. 「君を憎めればいいのだが」（Vorrei poterti odiare）